# Abi Morgan
Abi Morgan OBE (geboren 1968 in Cardiff) ist eine britische Dramatikerin und Drehbuchautorin.

## Leben
Abi Morgan stammt aus einer Theaterfamilie. Auch ihr Partner Jacob Krichefski, mit dem sie zwei Kinder hat, ist Schauspieler, sie wohnen im Londoner Stadtteil Crouch End.
Morgan studierte Schauspiel und Literatur an der University of Exeter und an der Central School of Speech and Drama. Seit 1998 schreibt sie Drehbücher für das Fernsehen. Ihr erstes Theaterstück Skinned hatte 1998 in der Provinz seine Premiere. Die Gemeinschaftsarbeit Sleeping Around mit Hilary Fannin, Stephen Greenhorn und Mark Ravenhill  zu Arthur Schnitzlers Reigen hatte die Premiere am 23. März 1998 in London am Donmar Warehouse und wurde im September 1998 am Staatsschauspiel Dresden, am Deutschen Theater Berlin und am Deutschen Theater Göttingen gespielt. 2001 hatte sie mit Tender ihre erste eigene Premiere in London am Hampstead Theatre und erhielt dafür 2002 einen Nachwuchspreis beim Laurence Olivier Award. Für den Spielfilm Die Eiserne Lady erhielt sie 2011 den British Academy Film Award für das beste Drehbuch.
Anlässlich der Wiederaufnahme des Theaterstücks Splendour aus dem Jahr 2000 im Herbst 2015 und der Premiere ihres Films Suffragette stellte Morgan fest, dass ein feministischer Standpunkt auch in der gegenwärtigen britischen Gesellschaft unerlässlich sei.

## Werke (Auswahl)

### Theater
- Skinned (1997)
- Hilary Fannin; Stephen Greenhorn; Abi Morgan; Mark Ravenhill: Sleeping Around (1998) – Rowohlt Theater Verlag 1999, Übersetzung von Corinna Brocher und Dieter Giesing
- Fast Food (1999)
- Splendour (2000) – Schaubühne am Lehniner Platz (2002), Rowohlt Theater Verlag 2001, Übersetzung Albert Lang
- Tiny Dynamite (2001) – Schauspiel Frankfurt (2002)
- Tender (2001)
- Monster Mum (2005)
- Fugee (2008)
- The Night is Darkest Before the Dawn (2009)
- Lovesong (2011)
- 27 (2011)
- The Mistress Contract (2014)

### Filmografie
- 1998: Peak Practice (Fernsehserie, 2 Episoden)
- 2000: My Fragile Heart (Fernsehfilm)
- 2002: Murder (Fernsehfilm)
- 2004: Sex Traffic (Fernsehfilm)
- 2006: Tsunami – Die Killerwelle (Tsunami: The Aftermath, Fernsehfilm)
- 2007: Brick Lane
- 2008: White Girl (Fernsehfilm)
- 2010: Royal Wedding (Fernsehfilm)
- 2011: Die Eiserne Lady (The Iron Lady)
- 2011: Shame
- 2011–2012: The Hour (Fernsehserie, Schöpfer)
- 2012: Birdsong – Gesang vom großen Feuer (Birdsong, Fernsehfilm)
- 2013: The Invisible Woman
- 2015: Suffragette – Taten statt Worte (Suffragette)
- 2015: River (Fernsehsechsteiler)
- 2018–2020: The Split – Beziehungsstatus ungeklärt (The Split; Fernsehserie, 18 Folgen)
- 2024: Eric (Miniserie)
- 2025: Bridget Jones – Verrückt nach ihm (Bridget Jones: Mad About the Boy)